# متولا

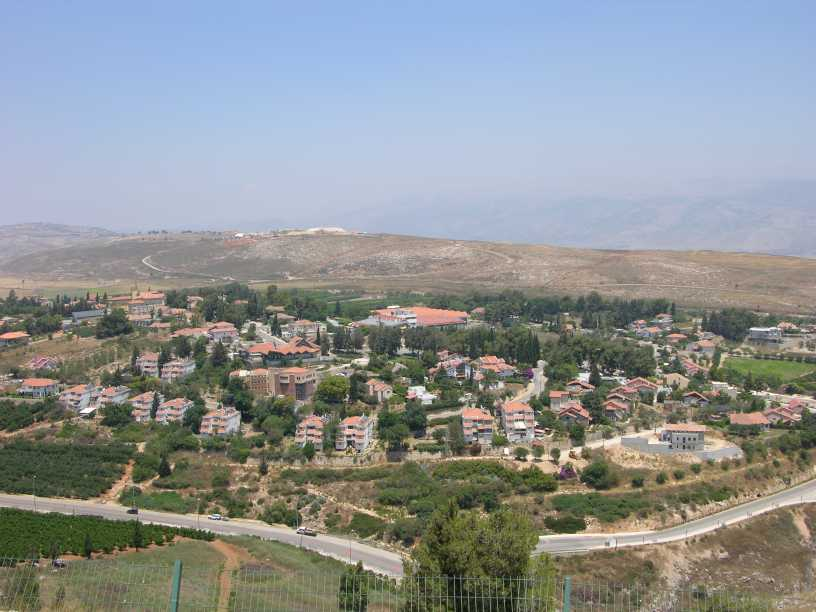
شهر متولی در شمالی ‌ترین بخش اسرائیل قرار دارد.

متولی (به عبری: מטולה) نام شهرکی یهودی‌نشین در استان شمال و شمالی‌ترین شهر اسرائیلی از لحاظ نزدیکی مسافت به کشور لبنان محسوب می‌شود.
جمعیت شهرک متولی براساس سرشماری سازمان مرکزی آمار اسرائیل در سال ۲۰۰۳ میلادی، برابر با ۱٬۴۰۰ نفر تخمین زده شده‌است.

## نگارخانه

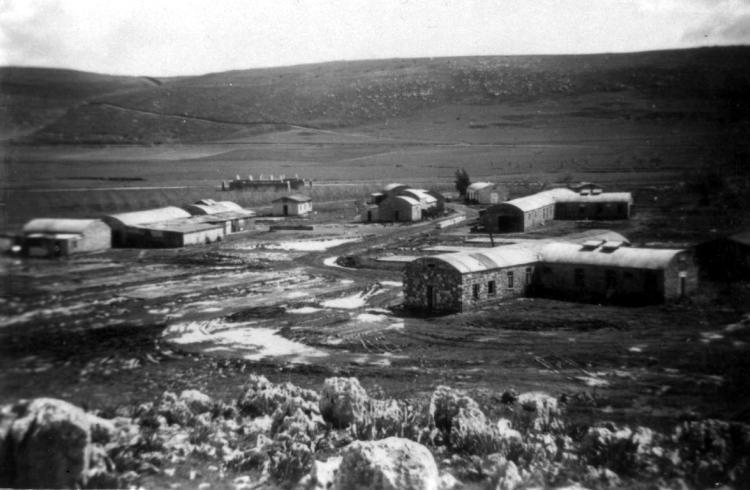
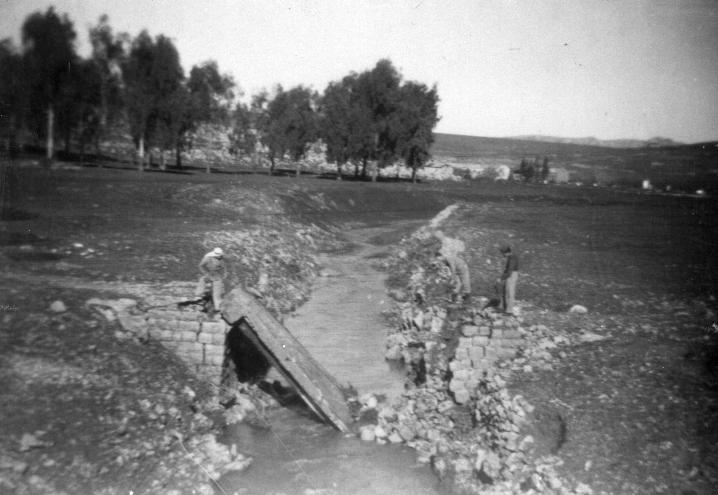
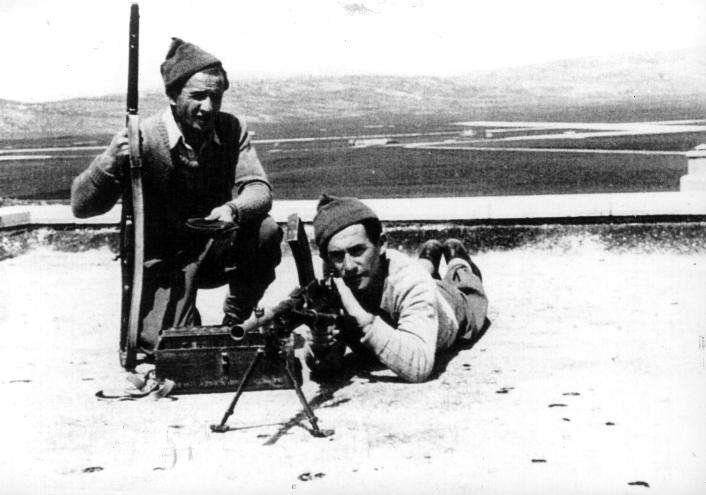
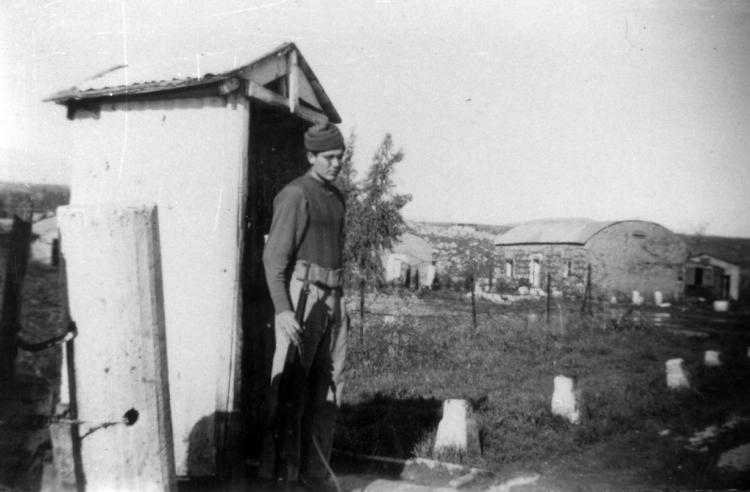